# فلاينغ فيش كوف
فلاينغ فيش كوف أو خليج السمك الطائر أو المستوطنة جميعها أسماء لعاصمة جزيرة عيد الميلاد التابعة لأستراليا. بُنيت على يد البريطانيين عام 1888. يبلغ عدد سكان المدينة 1600 نسمة.